# Agencia Estatal de Seguridad Aérea
La Agencia Estatal de Seguridad Aérea (AESA) es un organismo público español responsable de la ordenación, supervisión e inspección de la seguridad del transporte aéreo y de los sistemas de navegación aérea y de seguridad aeroportuaria, así como la inspección y control de productos aeronáuticos, de actividades aéreas y del personal aeronáutico. De igual forma, asume las funciones de detección, análisis y evaluación de los riesgos de seguridad en este modo de transporte.
El organismo, que se fundó en 2008 a raíz de la promulgación del Real Decreto 184/2008, de 8 de febrero, se encuentra adscrito al Ministerio de Transportes y Movilidad Sostenible, a través de la Secretaría General de Transportes Aéreo y Marítimo.

## Historia
El control de la aviación civil en España aparece tras la Guerra Civil, con la creación de la Dirección General de Aviación Civil (DGAC). Esta tenía encomendada la organización y coordinación de las diversas actividades de la aviación civil, el registro de aeronaves y la concesión de carnets, licencias y autorizaciones para las autoridades aeronáuticas civiles, legislación, convenios y tratados de navegación aérea.
Con la aprobación a mediados de 2006 de la Ley de Agencias estatales para la mejora de los servicios públicos, esta recogía la existencia de un nuevo tipo de organismo público con mayor autonomía. Esta misma ley, preveía ya la existencia de la agencia y le otorgaba «las funciones de ordenación, supervisión e inspección de la seguridad del transporte aéreo y de los sistemas de navegación aérea y de seguridad aeroportuaria en sus vertientes de inspección y control de productos aeronáuticos, de actividades aéreas y del personal aeronáutico. Así como, para las funciones de detección, análisis y evaluación de los riesgos de seguridad en este modo de transporte».
No sería hasta principios de 2008 que el Gobierno cumpliría el mandato de la citada ley y crearía la AESA. Los motivos principales para la creación de esta agencia fueron, entre otras, facilitar la «cohesión territorial, como por su contribución a la actividad económica, al desarrollo de la industria turística y a la generación de empleo», puesto que durante las décadas de los 90 y los 2000, el tráfico aéreo en España se triplicó, así como el poder adquisitivo de los ciudadanos y el considerable aumento de la industria aeronáutica nacional e internacional y del sector turístico español.
La AESA, se constituyó formalmente el 20 de octubre de 2008, cuando se reunió por vez primera su Consejo Rector, y sus servicios centrales estuvieron ubicados de inicio, y hasta el verano de 2011, en el Paseo de la Castellana 67, en dependencias cedidas por el Ministerio de Fomento.
Posteriormente, se ubicó en la Avenida del General Perón 40 de Madrid y, en noviembre de 2020, trasladó su sede al Paseo de la Castellana número 112, antigua sede del Instituto Nacional de Reforma y Desarrollo Agrario (IRYDA) y del Ministerio de Vivienda.
En marzo de 2023, en el marco del Cielo Único Europeo, se llevó a cabo una redistribución de competencias entre ENAIRE y la AESA, asumiendo esta última las competencias de diseño del espacio aéreo, la evaluación ambiental de los proyectos aeroportuarios, así como la inspección y sanción de las obligaciones en materia de ruido y el comercio de emisiones de gases de efecto invernadero en la aviación civil.

## EASA y las Autoridades Nacionales de Aviación Civil
De acuerdo a la normativa europea, cada Estado miembro de la Unión posee una Autoridad Nacional de Aviación Civil. Estos organismos, además de encargarse de la mayoría de tareas operativas como licencias y certificación de aeronaves, asisten a la Agencia Europea de Seguridad Aérea (EASA) con el objetivo de que se cumplan las normas comunes de aviación establecidas por ésta. En España, la Autoridad Nacional de Aviación Civil es la AESA.

## Entidades Auditoras
La AESA está controlada y auditada por las siguientes entidades:
- La Organización Internacional de Aviación Civil (OACI).
- La Comisión Europea.
- La Agencia Europea de Seguridad Aérea (EASA).
- La Organización Europea para la Seguridad de la Navegación.

## Estructura

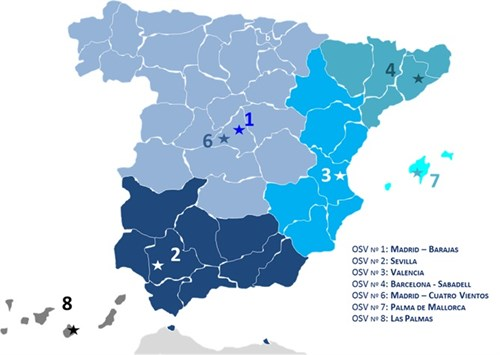
Oficinas de la Agencia.

La Agencia Estatal de Seguridad Aérea se estructura como sigue:
- El Presidente. Es el máximo responsable del Organismo y encabeza el Consejo Rector. La Presidencia es ejercida por el titular de la Dirección General de Aviación Civil.
- El Consejo Rector. Es el máximo órgano colegiado de gobierno de la Agencia. Está integrado por el presidente y el director del Organismo, representantes de los ministerios de Transportes, de Hacienda, de Política Territorial, de Transición Ecológica y de Defensa y representantes de las organizaciones sindicales más representativas del sector.
- El Director. Es el órgano ejecutivo del Organismo, siendo responsable de impulsar los trabajos del mismo. De este dependen todos los órganos administrativos de la Agencia, a saber:
  - La Dirección de Seguridad de Aeronaves, órgano que expide, renueva, suspende, mantiene y revoca autorizaciones o instrumentos similares para la realización de actividades aeronáuticas civiles, ejerce la inspección aeronáutica y aprueba los procedimientos y la normativa relativa a la autoverificación y control de los explotadores de servicios de transporte aéreo, aeroportuario y de navegación aérea. Asimismo, es competente para realizar las inscripciones en el Registro de matrícula de aeronaves.
    - Esta dirección está orgánicamente estructurada en ocho oficinas de seguridad en vuelo con las siguientes funciones: actuaciones de inspección y supervisión así como de instrucción de expedientes sancionadores, y la preparación de la emisión de títulos habilitantes en materia de operaciones, mantenimiento, organizaciones de diseño y producción de aeronaves y licencias al personal, en sus respectivos ámbitos territoriales.

  - La Dirección de Gestión de la Seguridad y Personal de Vuelo, responsable de la gestión de riesgos en materia de seguridad de la aviación civil, así como las mismas que la Dirección de Seguridad de Aeronaves en relación con el personal de vuelo, las escuelas de vuelo, la medicina aeronáutica y la protección del usuario, incluida la supervisión de los planes de asistencia a las víctimas de accidentes de aviación civil y sus familiares.
  - La Dirección de Aeropuertos y Seguridad de la Aviación Civil, que ejerce las mismas funciones que la Dirección de Seguridad de Aeronaves pero en el ámbito de los aeropuertos y frente a los actos de interferencia ilícita en la aviación civil. Asimismo, corresponde a esta Dirección la facilitación en el transporte aéreo para garantizar la accesibilidad y el tránsito eficaz, fluido y seguro de personas y bienes a través de las infraestructuras del transporte aéreo.
  - La Dirección de Navegación Aérea, que ejerce las mismas funciones que la Dirección de Seguridad de Aeronaves pero en el ámbito de la navegación aérea.
  - La Secretaría General. Es el órgano de gestión diaria de la Agencia. Se asegura de la buena marcha de los servicios comunes del Organismo.

Asimismo, para asegurar el correcto funcionamiento de la Agencia, existe una Comisión de Control que supervisa los aspectos relativos a la gestión económico-financiera y le transmite sus conclusiones al Consejo Rector.

## Directores
| Nombre                      | Nombramiento          | Cese              | Profesión             | Ref.          |
| --------------------------- | --------------------- | ----------------- | --------------------- | ------------- |
| Isabel Maestre Moreno       | 20 de octubre de 2008 | 6 de mayo de 2022 | Ingeniera aeronáutica | [ 12 ] [ 13 ] |
| Montserrat Mestres Domènech | 6 de mayo de 2022     | En el cargo       | Ingeniera aeronáutica | [ 14 ]        |

## Presupuesto
| Década 2000 | Década 2000  | Década 2000 | Década 2000 | Década 2010 | Década 2010  | Década 2010 | Década 2010 | Década 2020 | Década 2020  | Década 2020 | Década 2020 |
| Año         | Presupuesto  | Variación   | Ref.        | Año         | Presupuesto  | Variación   | Ref.        | Año         | Presupuesto  | Variación   | Ref.        |
| ----------- | ------------ | ----------- | ----------- | ----------- | ------------ | ----------- | ----------- | ----------- | ------------ | ----------- | ----------- |
| 2009        | 54.758.340 € | -           | [ 15 ]      | 2011        | 49.426.850 € | 9,29 %      | [ 16 ]      | 2021        | 75.235.760 € | 4,51 %      | [ 17 ]      |
| 2010        | 54.491.360 € | 0,49 %      | [ 18 ]      | 2012        | 48.726.850 € | 1,42 %      | [ 19 ]      | 2022        | 76.617.770 € | 1,84 %      | [ 20 ]      |
|             |              |             |             | 2013        | 47.999.730 € | 1,49 %      | [ 21 ]      | 2023        | 83.716.980 € | 9,26 %      | [ 22 ]      |
|             |              |             |             | 2014        | 60.950.000 € | 27 %        | [ 23 ]      | 2024        | 83.716.980 € | 0 %         | [ 22 ]      |
|             |              |             |             | 2015        | 66.065.000 € | 8,39 %      | [ 24 ]      | 2025        | 83.716.980 € | 0 %         | [ 22 ]      |
|             |              |             |             | 2016        | 66.065.000 € | 0 %         | [ 25 ]      |             |              |             |             |
|             |              |             |             | 2017        | 66.065.000 € | 0 %         | [ 26 ]      |             |              |             |             |
|             |              |             |             | 2018        | 78.791.200 € | 19,3 %      | [ 27 ]      |             |              |             |             |
|             |              |             |             | 2019        | 78.791.200 € | 0 %         | [ 27 ]      |             |              |             |             |
|             |              |             |             | 2020        | 78.791.200 € | 0 %         | [ 27 ]      |             |              |             |             |